# Eliseu Paglioli
Eliseu Dambros Paglioli (Caxias do Sul, 28 de dezembro de 1898 — Porto Alegre, 22 de dezembro de 1985) foi um médico, professor e político brasileiro. Pioneiro da neurocirurgia no país, também foi prefeito de Porto Alegre, Ministro da Saúde e reitor da Universidade Federal do Rio Grande do Sul.
Em 1923 graduou-se pela Faculdade de Medicina de Porto Alegre, um dos cursos que deram origem à Universidade Federal do Rio Grande do Sul, e, no ano seguinte foi nomeado, por portaria, preparador da cadeira de anatomia humana. Retornou, então, para São Francisco de Paula, cidade onde cresceu, para trabalhar, realizando seus primeiros procedimentos neurocirúrgicos. Em 1928, a convite do médico Eduardo Sarmento Leite voltou para Porto Alegre e, em 1929, após concurso, foi nomeado docente livre da Cadeira de Anatomia. Em 1930 viajou a Paris, trabalhando como assistente de Thierry de Martel, pioneiro da neurocirurgia francesa. Ao regressar, Paglioli traz os equipamentos necessários e inicia a neurocirurgia no Hospital Alemão, hoje Hospital Moinhos de Vento.
Paralelamente, desenvolvia carreira acadêmica na UFRGS e chegou a diretor do Instituto de Neurocirurgia da UFRGS, da qual foi um dos fundadores. Amigo pessoal de Getúlio Vargas, foi indicado, em 1951, por Ernesto Dornelles, governador do Rio Grande do Sul e primo de Vargas, para a prefeitura de Porto Alegre, que ainda não tinha realizado eleições diretas desde o fim do Estado Novo. Ficou no cargo durante dez meses e meio, período no qual ocorreram eleições e sagrou-se vencedor Ildo Meneghetti, antecessor de Paglioli na prefeitura porto-alegrense e adversário de Leonel Brizola, candidato derrotado do Partido Trabalhista Brasileiro, apoiado pelo governador Dornelles. Com o resultado, Paglioli renunciou, sendo substituído, interinamente, por José Antônio Aranha, presidente da Câmara Municipal.
Em 1952 tornou-se reitor da Universidade Federal do Rio Grande do Sul, cargo que ocuparia pelo doze anos seguintes. Foi responsável pela expensão da universidade, que a partir daquela década aumentou o número de cursos oferecidos e de unidades, além de passar a investir em pesquisa, até então tímida.
Em 18 de setembro de 1962 foi empossado Ministro da Saúde do governo parlamentarista de João Goulart, durante o gabinete do primeiro-ministro Hermes Lima. Exerceu esta função até 24 de janeiro do ano seguinte, quando entrou em vigor, novamente, o regime presidencialista, sendo substituído por Paulo Pinheiro Chagas. De volta à reitoria da UFRGS, permaneceu no cargo até abril de 1964, quando se demitiu por considerar-se identificado com o regime deposto pelo golpe Militar de 1964.
Paglioli fundou a Sociedade Latino-Americana de Neurocirurgia e, com o uruguaio Alejandro Schroeder e o argentino Rafael Babini, organizou o primeiro congresso da especialidade na América Latina, em 1945. Em 1946 fundou o Hospital São José, ligado à Santa Casa de Porto Alegre e especializado em neurocirurgia. Membro fundador da Sociedade Brasileira de Neurocirurgia, do Comitê Permanente dos Congressos Latino-Americanos de Neurocirurgia e da Academia Brasileira de Neurocirurgia, foi sócio honorário e o primeiro presidente da Sociedade de Neurologia e Neurocirurgia do Rio Grande do Sul, em 1973.